# Ernst Zahn

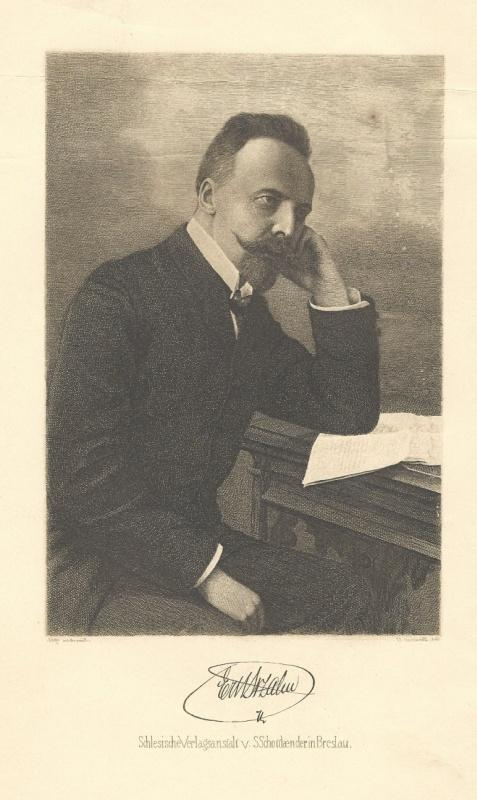
Ernst Zahn (um 1900), Radierung von Johann Lindner

Ernst Zahn (* 24. Januar 1867 in Zürich; † 12. Februar 1952 in Meggen LU) war ein schweizerischer Schriftsteller.

## Leben
Zahn war ein Sohn von Wilhelm Zahn, damals Pächter des Kaffeehauses «Café littéraire» an der Storchengasse in Zürich, und der Anna Buck. Er selbst berichtete, dass dort auch Gottfried Keller regelmässiger Gast war. Später hatten die Eltern ein Gesellschaftshaus auf dem Baugarten in Zürich, dann ein Gasthaus in Siders und schliesslich 1880 die Bahnhofswirtschaft in Göschenen am Eingang des Gotthardtunnels.
Zahn besuchte zunächst die protestantische Volksschule in Siders und kam danach 1875 in die Obhut seiner Grosseltern in Zürich. Hier besuchte er unter anderem ein Gymnasium. Er arbeitete 1883 als Kellner im väterlichen Betrieb in Göschenen und besuchte danach für eineinhalb Jahre eine Jungenschule in Grenchen. Im Winter 1885 arbeitete er als Kellner im Hotel Beau-Rivage in Genf, und ein Jahr später hielt er sich in Hastings in England auf, um die Sprache zu erlernen. Im Jahr 1887 arbeitete er im Hotel de la Ville in Genua. Er kehrte in den väterlichen Betrieb zurück, wurde 1894 Teilhaber, übernahm 1897 die alleinige Leitung und 1900 den Betrieb. 1893 heiratete er Lina Fäh aus Zürich. Mit ihr hatte er zwei Söhne und drei Töchter. Gleichzeitig wurde er Mitglied im Gemeinderat. Zahn wurde mit der Errichtung eines Denkmals für den Erbauer des St.-Gotthard-Tunnels und für die vielen Arbeiter beauftragt, die beim Bau ihr Leben verloren hatten. 1902 wurde er Richter am Strafgericht und 1904 Mitglied des Urner Landrats.
1913 wurde Ernst Zahn zum Präsidenten des Schweizerischen Schriftsteller-Vereins (SSV) gewählt. Dieses Amt musste er im folgenden Jahr infolge seiner begeisterten Parteinahme für das Deutsche Reich im ausbrechenden Ersten Weltkrieg niederlegen. Im Herbst 1917 gab er Göschenen und den väterlichen Beruf auf und lebte danach als freier Schriftsteller in Meggen, wo er ein Haus mit Namen Stilles Ufer bauen liess, und im Winter im ehemals väterlichen Haus in Zürich.
Als Heimatdichter hatte Ernst Zahn seinen grössten Erfolg jedoch in Deutschland, vor allem mit der Darstellung der beeindruckenden Alpenwelt. So wurde sein Roman Frau Sixta verfilmt. Nach dem Zweiten Weltkrieg geriet Zahn weitgehend in Vergessenheit.
Am 24. Januar 1937 ernannte die Gemeinde Meggen Ernst Zahn zum Ehrenbürger. Eine Büste von ihm steht auf dem Meggener Seeacherplatz. Seine letzte Ruhestätte fand er auf dem Zürcher Friedhof Enzenbühl.
Vergangen

Der Mensch geht seines Wegs dahin

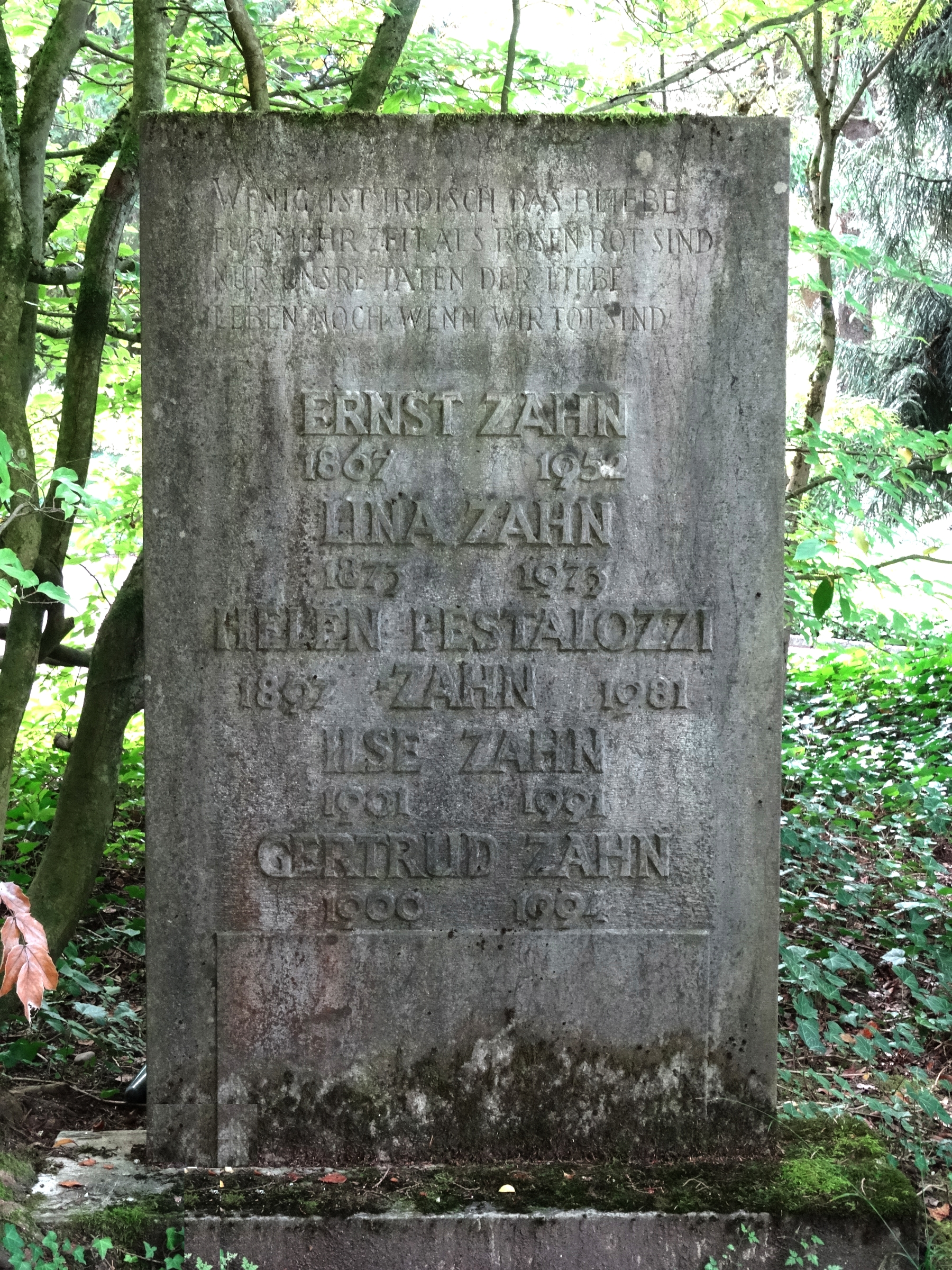
Grab, Friedhof Enzenbühl, Zürich

Und nimmt, was kommt, und trägt kein Leid,

Da taucht, der lang vergessen schien,

Ein Tag aus der Vergangenheit.

Er war vielleicht nicht stürmelos,

Er war vielleicht nicht licht noch warm,

Barg irgendwo ein Leuchten bloss,

Doch, dass er nicht mehr ist, macht arm.

Und wie der Mensch des Weges geht,

Schafft ihm ein Heimweh jähe Not.

Er sucht, wo hell die Sonne steht,

Ein längst erloschnes Morgenrot.

## Werke (Auswahl)
| Erzählungen - Herzens-Kämpfe. Eine Erzählung aus den Schweizer Bergen. Schröter, Zürich 1893. - Echo! Novellen und Skizzen. Keller, Luzern 1895. - Menschen. Neue Erzählungen. DVA, Stuttgart 1900. - Schattenhalb. Drei Erzählungen. DVA, Stuttgart 1904. - Helden des Alltags. Ein Novellenbuch. DVA, Stuttgart 1906. - Einmal muss wieder Friede werden! Erzählungen und Verse. DVA, Stuttgart 1916. - Verena Stadler. Erzählung. Hillger, Berlin 1917. - Nacht. Eine Erzählung. Huber, Frauenfeld 1917. - Der Lästerer. Erzählung. Huber, Frauenfeld 1917. - Bergland. Vier Dichtungen. DVA, Stuttgart 1917. - Das zweite Leben. Eine Erzählung. DVA, Stuttgart 1918. - Lotte Eßlingers Wille und Weg. Erzählung. DVA, Stuttgart 1919. - Blancheflur. Eine Erzählung. DVA, Stuttgart 1923. - Das Kreuz. Erzählung. Bertelsmann, Gütersloh 1933. - Kämpfe. Erzählung. DVA, Stuttgart. - Bergvolk. Drei Novellen. DVA, Stuttgart. - Firnwind. Neue Erzählungen. DVA, Stuttgart. - Die da kommen und gehen! Ein Buch von Menschen. DVA, Stuttgart. - Was das Leben zerbricht. Erzählungen. DVA, Stuttgart. - Der sinkende Tag. Erzählungen. DVA, Stuttgart. - Das Licht. Sechs kleine Novellen. DVA, Stuttgart. - Die Bussfahrt der Prinzessin. Ein Weihnachtsmärchen in 4 Akten. DVA, Stuttgart. - Neue Bergnovellen. Verlag Huber & Co, Frauenfeld. - Der Jodelbub. Verlag Huber & Co, Frauenfeld. - Schweizer. Dürr & Weber, Leipzig-Gaschwitz. - Der Ritter und die Dame - Der Tänzer. Vereinigung Oltner Bücherfreunde, Olten 1937 | Romane - Erni Behaim. Ein Schweizer Roman aus dem 15. Jahrhundert. DVA, Stuttgart 1898. - Albin Indergand. Huber, Frauenfeld 1901. - Die Clari-Marie. DVA, Stuttgart 1905. - Lukas Hochstrassers Haus. DVA, Stuttgart 1907. - Einsamkeit. DVA, Stuttgart 1910. - Die Frauen von Tannò. Huber, Frauenfeld 1911. - Der Apotheker von Klein-Weltwil. DVA, Stuttgart 1913. - Die Liebe des Severin Imboden. Huber, Frauenfeld 1916. - Jonas Truttmann. DVA, Stuttgart 1921. - Herrgottsfäden. DVA, Stuttgart (<1926). - Frau Sixta. Ein Roman aus den Bergen. DVA, Stuttgart 1925. - Die Hochzeit des Gaudenz Orell. DVA, Stuttgart, 1926. - Brettspiel des Lebens. DVA, Stuttgart 1928. - Gewalt über ihnen. DVA, Stuttgart 1929. - Pietro, der Schmuggler.DVA,Stuttgart 1930 - Der Fährmann Adrian Risch. DVA, Stuttgart 1932. - Der Weg hinauf. DVA, Stuttgart 1935. - Die tausendjährige Straße. DVA, Stuttgart 1939. Gedichte und Schauspiele - Gedichte. DVA, Stuttgart. - Bergland. Vier Dichtungen. DVA, Stuttgart. - Johannes A Pro. DVA, Stuttgart. Jugend - Erzählungen aus den Bergen für die Jugend. Aus seinen Werken ausgewählt. DVA, Stuttgart. - Jugendtag. Ein Buch für die Jugend. DVA, Stuttgart. - Vier Erzählungen aus den «Helden des Alltags». Für die Jugend ausgewählt durch den Nürnberger Jugendschriftenausschutz. DVA, Stuttgart. |